# 鄭建 (宣德進士)
鄭建，字弘中，福建福州府怀安县人，明朝政治人物、進士出身。

## 生平
宣德元年（1426年），福建丙午乡试中舉。宣德五年，登戌科會試中進士，改庶吉士，后授南雄府通判，任内抵御邓茂七侵犯。景泰年间，升任南雄府同知，两年后，升任浙江按察司佥事。后辞职归乡。